# 長崎県道・佐賀県道6号大村嬉野線
長崎県道・佐賀県道6号大村嬉野線（ながさきけんどう・さがけんどう6ごう おおむらうれしのせん）は、長崎県大村市から佐賀県嬉野市に至る県道（主要地方道）である。

## 概要
長崎県大村市松原1丁目から佐賀県嬉野市嬉野町大字下宿丙に至る。
長崎県の大村湾東部湾岸に沿って大村市松原を南北に走る国道34号の野岳入口交差点から分岐して東進し、長崎・佐賀県境にまたがる多良岳北西部の山岳地帯を越えて、佐賀県嬉野市嬉野町大字下宿丙の国道34号に接続する主要地方道の路線である。同じく、大村市と嬉野市を結ぶ国道34号が、大村湾沿いに長崎自動車道と並走するのに対し、本路線は平行して東側の山間部を通る。
なお佐賀県道303号岩屋川内嬉野線との交点から嬉野市街の指定区間は、かつて当路線と佐賀県道303号岩屋川内嬉野線で逆だったことを示す地図資料がある。

### 路線データ
- 起点：長崎県大村市松原1丁目（野岳入口交差点、国道34号交点）
- 終点：佐賀県嬉野市嬉野町大字下宿丙（嬉野町轟交差点、国道34号交点）

## 歴史
- 1982年（昭和57年）4月1日 - 建設省（現・国土交通省）が一般県道大村嬉野線を主要地方道に指定。
- 1983年（昭和58年） - 長崎県と佐賀県が主要地方道認定に伴い一般県道101号大村嬉野線が主要地方道6号大村嬉野線となる。
- 1993年（平成5年）5月11日 - 建設省から、県道大村嬉野線が大村嬉野線として主要地方道に再指定される[3]。

## 路線状況
大村市野岳町までは周辺にキャンプ場やゴルフ場があり、勾配はやや急だが2車線の道路になっている。しかし、野岳町を過ぎると1車線しかない離合不可能な幅員僅少の道路がほとんどで、これが嬉野市県境付近まで続く。この区間は主要地方道とは程遠く、林道に近いいわゆる険道であるため、大村市から嬉野市まで本道を利用するケースは全くといっていいほどなく、国道34号を利用するのが一般的である。佐賀県嬉野市に入ると車線も幾分広くなり多少走りやすくなる。

### 道路施設

#### 橋梁
- 佐賀県
  - 驫橋（塩田川、嬉野市）

## 地理

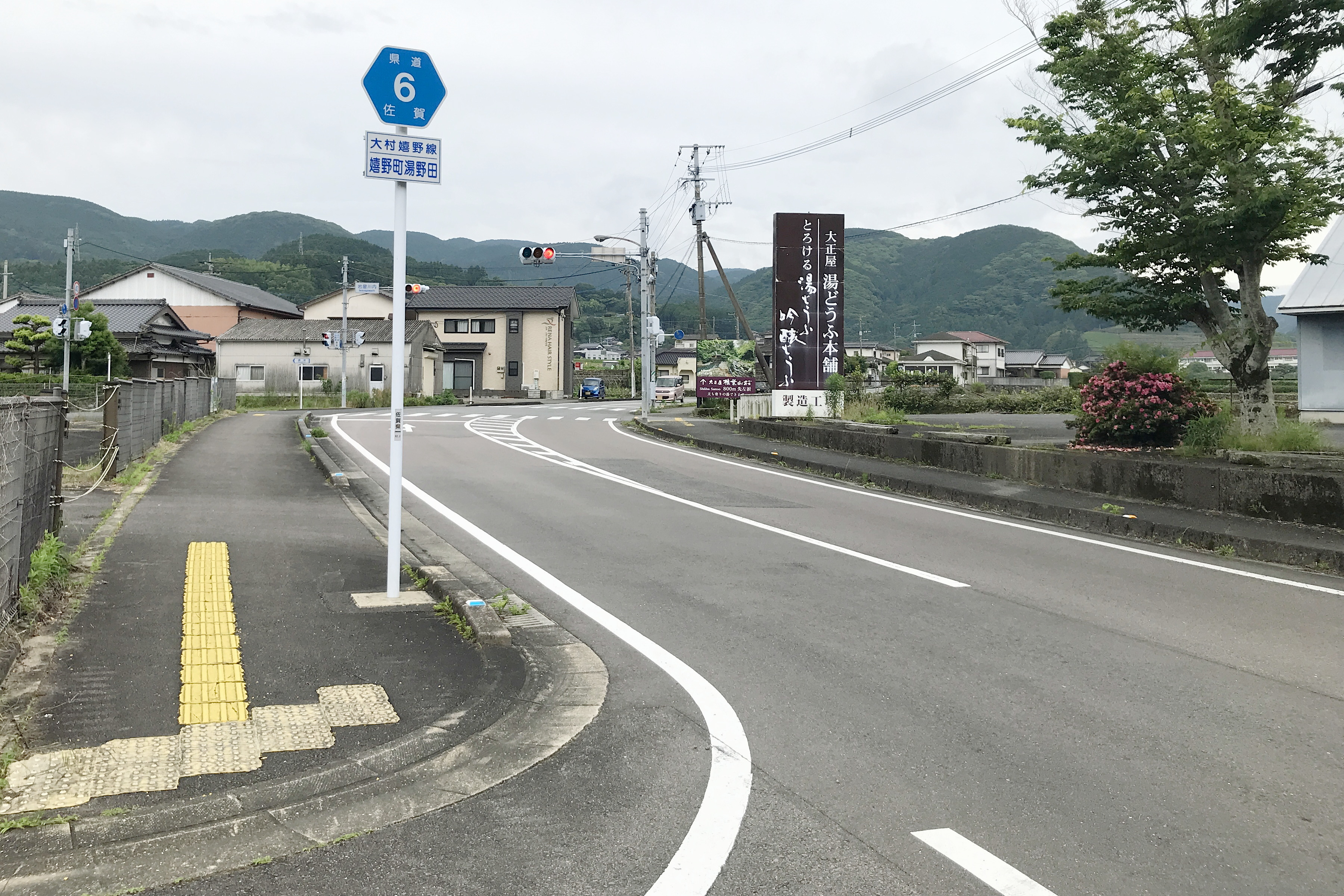
嬉野市嬉野町大字湯野田から大村方面

### 通過する自治体
- 長崎県
  - 大村市
  - 東彼杵郡東彼杵町
- 佐賀県
  - 嬉野市

### 交差する道路
| 交差する道路                              | 都道府県名 | 市町村名 | 交差する場所       | 交差する場所          |
| ----------------------------------------- | ---------- | -------- | ------------------ | --------------------- |
| 国道34号                                  | 長崎県     | 大村市   | 松原1丁目          | 野岳入口交差点 / 起点 |
| 多良岳西部広域農道 / 大村レインボーロード | 長崎県     | 大村市   | 松原1丁目          |                       |
| 大村東彼広域農道 / 大村湾グリーンロード   | 長崎県     | 大村市   | 野岳町             |                       |
| 佐賀県道303号岩屋川内嬉野線               | 佐賀県     | 嬉野市   | 嬉野町大字岩屋川内 |                       |
| 国道34号                                  | 佐賀県     | 嬉野市   | 嬉野町大字下宿丙   | 嬉野町轟交差点 / 終点 |

### 交差する鉄道
- 西九州新幹線

### 沿線
- JR九州長崎本線 松原駅
- 嬉野市立大野原小学校
- 岩屋川内ダム
- 嬉野市立轟小学校
- 嬉野温泉（終点付近）
- JR九州西九州新幹線 嬉野温泉駅（終点付近）